# Padajátra

Gándhí na Solném pochodu, první padajátře

Padajátra nebo padjátra (ze sanskrtu, kde znamená pěší cesta, pouť) je forma pokojné politické demonstrace. Za zakladatele tradice padajátry se považuje Mahátma Gándhí, který v roce 1930 podnikl 400km čtyřicetidenní pochod za indickou nezávislost na Spojeném království, zvaný tradičně Solný pochod.
Další významné padajátry absolvovali také v roce 1984 socialistický politik Čandra Šékhar nebo Rádžašékhara Reddy, když v roce 2003 usiloval o moc ve státě Ándhrapradéš. V roce 2007 se uskutečnila padajátra 25 tisíc rolníků dlouhá 350 kilometrů nazvaná Džanádéš 2007. V roce 2010 zástupci Indického národního kongresu prostřednictvím padajátry usilovali o podporu voličů a demonstrovali proti vládě Indické lidové strany i proti nelegální těžbě surovin.
V Česku pořádá pochody s názvem padayātrā Mezinárodní společnost pro vědomí Krišny, slouží jako mírové demonstrace.